# Hartmannulidae
Famille
Synonymes
- Aegyrianidae
- Aegyrianinae
- Allosphaeriidae
- Trichopodiellidae
- Trochilioididae
- Trochilioidinae[1]

Les Hartmannulidae sont une famille de Ciliés de la classe des Cyrtophoria et de l’ordre des Cyrtophorida.

## Étymologie
Le nom de la famille vient du genre type Hartmannula, probablement nommé en hommage au protozoologiste allemand Max Hartmann (en) (1876-1962).

## Description
Les Hartmannulidae ont une taille, petite à moyenne. Leur forme est ovoïde et aplatie. Ils nagent librement dans leur milieu de vie, mais peuvent se fixer au substrat, formant parfois un filament de « byssal ». 
Leur ciliature somatique comprend des cinéties somatiques ventrales gauches, qui peuvent être assez courtes, sous forme de champ continu (non fragmenté). Les cinéties ventrales sont situées derrière le podite (petit appendice situé vers le tier inférieur). Leur ciliature orale est variable : soit un seul fragment circumoral, soit un fragment préoral, soit deux fragments circumoraux.  
Leur macronoyau est hétéromère, c'est-à-dire composé de fragments ellipsoïdes juxtaposés. Un micronoyau est présent. Ils peuvent avoir plusieurs vacuoles contractiles. Ils se nourrissent de bactéries, de diatomées et d'autres microalgues.

## Habitat
Les Hartmannulidae vivent dans des habitats marins, en liberté. Cependant le genre Brooklynella est un nuisible en tant que parasite des branchies des poissons marins.

## Liste des genres
Selon GBIF (9 décembre 2022) :
- Aegyriana Song & Wilbert, 2002
- Aporthotrochilia Pan, Lin, Gong, Al-Rashied & Song, 2012
- Brooklynella Lom & Nigrelli, 1970
- Hartmannula Poche, 1913 - genre type Synonyme Aegyria Claparede & Lachmann 1859
  - Espèce type : Hartmannula acrobates (Entz, 1884) Poche, 1913
  - Synonyme : Onychodactylus acrobates Entz, 1884
- Heterohartmannula Pan, Lin, Gong, Al-Rashied & Song, 2012
- Microxysma Deroux, 1976
- Parachilodonella Dragesco, 1966
- Parachitinoidella Trejo, 1972
- Trichopodiella Corliss, 1960

Selon Lynn (2008) :
- Aegyriana Song & Wilbert, 2002
- Allosphaerium Kidder & Summers, 1935
- Brooklynella Lom & Nigrelli, 1970
- Chlamydonyx Deroux, 1977
- Hartmannula Poche, 1913 genre type
- Horocontus Deroux, 1977
- Microxysma Deroux, 1977
- Paratrochilia Kahl, 1933
- Sigmocineta Jankowski, 1967
- Trichopodiella Corliss, 1960
- Trochilioides Kahl, 1931 nomen nudum

## Systématique
Le nom valide de ce taxon est Hartmannulidae Poche, 1913.
Lynn considère Hartmannulidae comme un synonyme de Allosphaeriidae Poche, 1913 (genre type Allosphaerium), mais GBIF (9 décembre 2022) n'intègre pas le genre Allosphaerium dans cette famille.